# Giratina
Giratina est un personnage de fiction de la franchise Pokémon.

## Création
Giratina fut créé involontairement par Arceus, le Dieu de l’univers Pokémon. Il représente l'antimatière, opposée de la matière du temps et de l'espace, car Dialga représente le temps et Palkia l'espace. 

### Étymologie
Giratina vient de « girasol » (variété de quartz) et de « platina » (platine en japonais).

## Description
Giratina (Pokémon Renégat) est un Pokémon légendaire de la 4e génération Pokémon. C'est un Pokémon de type spectre et dragon, vivant dans une autre dimension.
Il possède trois paires de pattes et des ailes munies de griffes rouges. Comme tout Pokémon légendaire, il est très puissant. Il est dit dans les légendes de Pokémon Platinum qu'il a été banni par Arceus dans un monde « opposé au nôtre » (le Monde Distorsion) pour son extrême violence.
Il a une capacité signature, c'est-à-dire que lui seul connaît, qui s'appelle Revenant (100 Précision) (120 Puissance) de type spectre, une autre capacité existe au pouvoir similaire mais moins puissant : Hantise (100 Précision) (90 Puissance) mais qui n'est pas une capacité signature.
Giratina a une nouvelle forme physique dans le jeu appelée Forme Originelle, son apparence est celle d'un serpent, flottant dans les airs avec plusieurs « tentacules » noirs attachés à lui qui reprennent l'esthétique de ses ailes. Cette forme est celle que le Pokémon emploie pour voyager dans les dimensions dans Pokémon Platine. Sa forme dans son apparition dans Pokémon Diamant et Perle est appelée « Forme Altérée ».

## Apparitions

### Jeux vidéo
Giratina apparaît dans la série de jeux vidéo Pokémon. D'abord en japonais, puis traduits en plusieurs autres langues, ces jeux ont été vendus à plus de 200 millions d'exemplaires à travers le monde.Il apparaît pour la première fois dans Pokémon Diamant et Perle où il est caché au fond de la Grotte Retour, il est au niveau 70. Il est ensuite le Pokémon principal de la version Platine, où il ouvre un passage vers le Monde Distorsion au cours de l'histoire du jeu. Il peut y être capturé au niveau 50 dans sa Forme Origine ou plus tard dans la Grotte Retour dans sa Forme Altérée s'il avait été précédemment mis K-O.

### Série télévisée et films
La série télévisée Pokémon ainsi que les films sont des aventures séparées de la plupart des autres versions de Pokémon et mettent en scène Sacha en tant que personnage principal. Sacha et ses compagnons voyagent à travers le monde Pokémon en combattant d'autres dresseurs Pokémon.
Giratina est l'antagoniste du film Pokémon : Giratina et le Gardien du ciel.

## Réception
Giratina apparaît sur une Nintendo DS Lite spéciale.